# Кравченко Сергій (військовик)
Кравченко Сергій (1893, с. Бабчинці Подільської губ. — 6 серпня 1920, с. Озеряни на Галичині) — козак 3-го Кінного полку 3-ї Залізної дивізії Армії УНР.
Походить з села Бабчинці Подільської губернії. Квартирмейстер 3-го Кінного полку. Під час військової кампанії 1920 року Кравченко, в числі інших бійців 3-ї Залізної дивізії Армії УНР, опинився на Галичині, де брав участь в оборонних боях. Сергій кохав озерянську дівчину, і в бою за Озеряни прагнув першим вдарити на більшовиків. Зарубав п'ятьох червоноармійців, однак шостий рушничним пострілом забив козака. Смерть бійця бачив командир 3-ї Залізної дивізії генерал-хорунжий Олександр Удовиченко — він і написав спогад про побратима. Завдяки цій публікації Благодійний фонд "Героїка" розшукав точне місце поховання.
Старий кам'яний хрест, очевидно встановлений ветеранами УГА у міжвоєнний період, був знищений. Комуністи у 1956 році демонтували цвинтарну капличку у якій відспівували Кравченка, а разом з тим металевим тросом вирвали хреста з могили, яка знаходилась поруч. Проте, старожили запам'ятали місце поховання, адже прізвище на хресті було наддніпрянське, непритаманне для Озерян. Точне місце погребіння віднайшов місцевий краєзнавець Гнат Рудий.
Новий пам'ятник було встановлено зусиллями Благодійного фонду «Героїка». Нащадків козака так і не вдалось відшукати у його рідному селі Бабчинці Чернівецького району Вінницької області. Рід Кравченків зник в час голодоморів та політичних репресій 1930-х років.